# Oznanjenje (Martini)
Oznanjenje s sv. Margareto in sv. Ansanom je slika italijanskih gotskih umetnikov  Simone Martinija in  Lippo Memmija, ki je zdaj Razstavljena v galeriji Uffizi v Firencah v Italiji. Gre za leseni triptih, poslikan v temperi in zlati barvi, osrednja plošča pa ima dvojno velikost. Šteje Martinovo mojstrsko delo in eno najbolj izjemnih del gotskega slikarstva delo je bilo prvotno poslikano za stranski oltar v stolnici v Sieni.

## Zgodovina
Slika je originalno krasila oltar svetega Ansana v stolnici v Sieni in je bila naročena v okviru cikla štirih oltarnih del, posvečenih mestnim svetnikom zavetnikom (sv. Ansan, sv. Sabin iz Spoleta, sv. Crescentij in sv. Victor) v obdobju 1330–1350. To so Predstavitev v templju  Ambrogia Lorenzettija (oltar sv. Crescentija, 1342), Marijino rojstvo Pietra Lorenzettija (1342, Oltar sv. Sabina) in Kristusovo rojstvo, ki je zdaj razstavljena, pripisana Bartolomeu Bulgariniju iz leta 1351 (oltar svetega Viktorja). Vse slike naj bi predstavljale zgodbo iz življenja Marije in je bila okronana z Maestà Duccia di Buoninsegna. Umetnikova uporaba dragega laka, obsežno zlato listje in težko pridobljeni lapis lazuli na sliki dokazujejo skupni prestiž naročila.
Datum slike je določen v fragmentu prvotnega okvirja, ki je zdaj vpet v obnovo 19. stoletja. Navaja ime Simone Martini in njegovega zeta Lippo Memmija (SYMON MARTINI ET LIPPVS MEMMI DE SENIS ME PINXERVNT ANNO DOMINI MCCCXXXIII), čeprav ni znano, katere dele je naredil. Hipoteza je, da je Martini naslikal osrednjo ploščo, medtem ko je bil Memmi odgovoren za stranske svetnike in tondoje s preroki v zgornjem delu.
Delo tako po velikosti kot po slogu nima podobnosti z nobeno drugo sodobno sliko v Italiji. Namesto tega ga lahko primerjamo s francoskimi iluminiranimi rokopisi tistega časa, pa tudi s slikami iz Nemčije ali Anglije. Njegov 'severnoevropski' slog je Martini pridobil na papeškem dvoru v Avignonu, kjer ni bilo italijanskih in ne florentinskih slikarjev, saj je giottovski klasični način le malo zanimal gotsko kulturo območja.
Slika je ostala v stolnici do leta 1799, ko jo je veliki vojvoda Peter Leopold preselil v Firence v zameno dveh platen Luca Giordana. Originalni okvir, ki ga je izrezljal Paolo di Camporegio in pozlatil Memmi, je bil leta 1420 obnovljen, v 19. stoletju pa ga je nadomestil sodoben.

## Opis
Delo je sestavljeno iz velikega osrednjega panela, ki prikazuje Oznanjenje in dveh stranskih plošč s sv. Ansanom (levo) in žensko svetnico, ki se jo navadno identificira s sv. Maksimo [2] ali sv. Margareto, na desni in štirimi tondi na vrhu: Jeremija, Ezekiel, Izaija in Daniel.
Oznanjenje prikazuje nadangela Gabrijela, ki vstopa v hišo Device Marije in ji pove, da bo kmalu rodila otroka Jezusa, čigar ime pomeni 'rešitelj'. Gabriel v roki drži oljčno vejico, tradicionalni simbol miru, medtem ko z drugo kaže na golobico Svetega Duha. Golob se spušča z neba, od središča mandorle nad osmimi angeli, ki naj bi vstopil v Devičino desno uho. V resnici gledalci na poti golobice vidijo Gabrijelov izrek:  AVE GRATIA PLENA DOMINVS TECVM  ('Zdravo, polna milosti, Gospod je s teboj'). Na angelovem plašču je prikazan detajlni vzorec 'tatarske tkanine' in drobno pozlačeno perje.
Marija, ki sedi na prestolu, je upodobljena v trenutku, ko jo preseneti pri branju in reagira z graciozno in narejeno zadržanostjo ter s presenečenjem gleda v nebesnega glasnika. Njena obleka ima vzorček v obliki arabeske.
Ob straneh sta dva zavetnika stolnice ločena z osrednjim prizorom z dvema okrasnima zvitima stebroma. Ozadje, popolnoma pozlačeno, ima vazo lilij, alegorijo čistosti, pogosto povezano z Devico Marijo.
Uporaba gotske črte in takšni realistični elementi, kot so knjiga, vaza, prestol, tlak v perspektivi, realistično delovanje obeh figur in njuni subtilni odtenki značaja so bistveno ločeni od dvodimenzionalnosti, značilne za bizantinska umetnost.